# 中国长臀鮠
中國长臀鮠（学名：Cranoglanis bouderius）为輻鰭魚綱鯰形目長臀鮠科长臀鮠属的鱼类，俗名盔鲇、骨鱼，是中国的特有物种，被IUCN列為易危保育類動物。分布于西江水系等，属于善游的底层鱼类。其幼鱼常在支沟入江口的漫水中觅食、成鱼则在江岸以及河叉缓流中索饵，體長可達46公分，可做為食用魚。该物种的模式产地在广东。

## 亚种
- 长臀鮠指名亚种（学名：Cranoglanis bouderius bouderius），Richardson于1846年命名，俗名骨鱼，是中国的特有物种。分布于西江水系等，属于善游的底层鱼类。该物种的模式产地在广东。[2]
- 海南长臀鮠（学名：Cranoglanis bouderius multiradiatus），Koller于1927年命名，俗名骨鱼。在中国，分布于海南岛的南渡河和南泉河水系、云南河口县的元江水系等。该物种的模式产地在海南岛。[3]